# Заділок
Заділок — хутір в Україні. Належить до села Тур'є (Старосамбірський район, Львівська область). Розташований над гірським потоком Ділок (ліва притока Топільниці), між горами Ділок (725 м) і Матін (780 м). Заділок — найбільший хутір Старосамбірщини, в 1980-х роках налічував 110 хат.